# Numéro atomique
Le numéro atomique d'un atome, d'un nucléide ou plus généralement d'un élément chimique, est son nombre de protons. On le représente généralement par la lettre Z.
Un atome est constitué d'un noyau, agglomération compacte de protons (p+) et de neutrons (n0), autour duquel circulent des électrons (e−). Dans un atome électriquement neutre, le nombre d'électrons est aussi égal au numéro atomique.
Le symbole complet d'un nucléide ou d'un isotope est A
ZX, où X est le symbole de l'élément, Z le numéro atomique et A le nombre de masse (somme du nombre de protons et du nombre de neutrons, donc le nombre de nucléons).

## Histoire
À l'origine, le numéro atomique déterminait la position d'un élément chimique dans le tableau périodique. Quand Dmitri Mendeleïev ordonna les corps chimiques connus en fonction de leurs propriétés, il s'aperçut que le classement dans l'ordre strict de masse atomique pouvait conduire à des situations illogiques : par exemple, l'iode et le tellure doivent être inversés par rapport à leur masse atomique. Ce classement selon les propriétés chimiques déterminait le numéro atomique, approximativement proportionnel à la masse de l'atome, mais comme le prouvent les quelques inversions relevées, représentatif d'autres propriétés que la masse.

### Relation à la masse et à la charge
Ces anomalies entre les classements par numéro atomique et par masse atomique ont été finalement expliquées par les travaux d'Henry Moseley en 1913, qui a mis en évidence une corrélation stricte entre le spectre de diffraction des rayons X des éléments et leur emplacement dans le tableau périodique. Il a été montré par la suite que le numéro atomique correspond à la charge électrique du noyau (c’est-à-dire à son nombre de protons). C'est bien la charge qui détermine les propriétés d'un élément, et non sa masse.
Le numéro atomique est corrélé au nombre de masse (même s'ils ne doivent pas être confondus, de même que le nombre de masse ne doit pas être confondu avec la masse atomique), puisque le nombre de masse correspond à la somme du nombre de protons et du nombre de neutrons dans le noyau d'un atome. Le nombre de masse est fréquemment mentionné après le nom de l'élément : on parle par exemple de « carbone 14 » (utilisé par exemple pour dater des objets d'origine organique en archéologie) pour faire la distinction avec le carbone « 12 » (son isotope le plus courant dans la nature).